# Piotr Przyboś
Piotr Przyboś (ur. 1921 w Gwoźnicy Górnej, zm. 7 kwietnia 2007 w Bukowsku) – polski skrzypek, akordeonista, założyciel Zespołu Pieśni i Tańca oraz Kapeli Ludowej „Bukowianie”. 

## Życiorys
W 1927 przeprowadził się wraz z rodzicami do wsi Kamienne. Był samoukiem grywał na harmonijce ustnej, harmonii guzikowej i na skrzypcach. Po spaleniu wsi przeniósł się do Bukowska. Szkolne zainteresowanie teatrem rozwijał w teatrzyku parafialnym oraz amatorskim teatrze założonym w 1948  przez Kazimierę Kochańską w Bukowsku. Przez 20 lat był organistą w kościele parafialnym w Bukowsku oraz w Sanoku. W 1964 utworzył Kapelę Ludową oraz Zespół Pieśni i Tańca „Bukowianie”, 22 września 1969 kapela pod kierunkiem Piotra Przybosia dała swój pierwszy występ w miejscowym domu ludowym. Piotr Przyboś jest autorem kilkunastu scenariuszy do widowisk teatralnych wystawianych w kraju oraz nagrywanych dla Polonii m.in. Przy kądzieli (1971), Prządki (1971), U młynareczki we młynie, Przepióreczka, Serce w Bieszczadach (1972), Bukowskie wesele sprzed 100 lat (1992).
W 1978 wyróżniony wpisem do „Księgi zasłużonych dla województwa krośnieńskiego”.

## Bukowianie

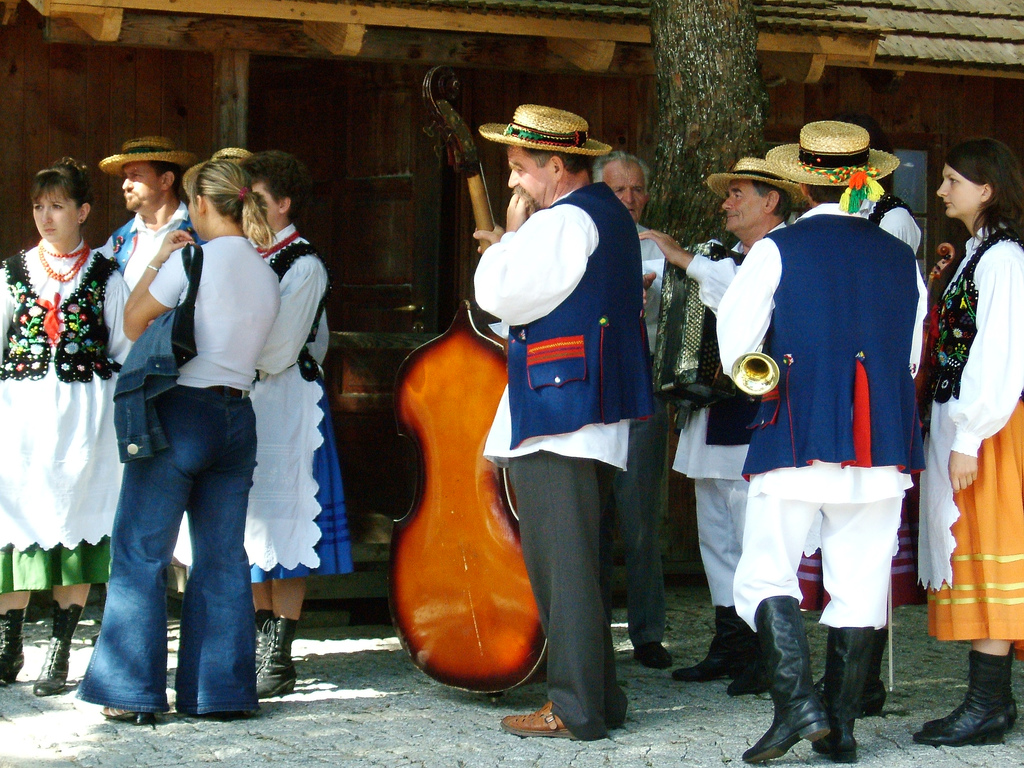
Kapela ludowa „Bukowianie” z Bukowska przed koncertem w Skansenie w Sanoku (2006)

Do ważniejszych osiągnięć zespołu tanecznego i kapeli prowadzonej przez Piotra Przybosia należą:
- 1970 występ w telewizyjnym Turnieju Miast
- 1974 Wojewódzkie Konfrontacje Artystycznych Zespołów Regionalnych Województwa Rzeszowskiego - pierwsze miejsce
- 1975 Przegląd Zespołów Regionalnych w Krakowie - wyróżnienie
- 1975 Festiwal Kultury i Sportu w Medzilaborcach - występy
- 1975 Jarmark folkloru w Warszawie - występy
- 1976 nagrania dla Rozgłośni Polskiego Radia we Wrocławiu według scenariusza Józefa Majchrzaka - "Sobótka"
- 1977 XI Ogólnopolski Festiwal Kapel i Śpiewaków Ludowych w Kazimierzu Dolnym - występy
- 1978 Ogólnopolski Festiwal Kapel i Śpiewaków Ludowych w Jaśle - pierwsze miejsce
- 1979 nagrania dla Wytwórni Filmów Oświatowych w Łodzi - film "Kuźnia i stara architektura"
- 1985 Festiwal w Gombaseku w Czechosłowacji
- 1995 Konkurs KroPA w Brzozowie - pierwsze miejsce
- 1995 XXIX Ogólnopolski Festiwal Kapel i Śpiewaków Ludowych w Kazimierzu Dolnym - trzecia nagroda
- 1996 nagrania dla wytwórni Polonia Records
- 1997 występy na zaproszenie związku francusko-polskiego z Maizieres-Les-Metz
- 1998 występy Svidníku na Słowacji